# Elektroniczne zarządzanie dokumentacją
Elektroniczne zarządzanie dokumentacją (EZD) – typ systemu teleinformatycznego do elektronicznego zarządzania dokumentacją umożliwiającego wykonywanie w nim czynności kancelaryjnych, dokumentowanie przebiegu załatwiania spraw oraz gromadzenie i tworzenie dokumentów elektronicznych.
Gromadzenie i zarządzanie dokumentami można podzielić według przepisów na dwa tryby:
- tryb wspomagający – gdzie gromadzenie dokumentów w systemie EZD ma zadanie odtwórcze – dokumentuje elektronicznie przebieg papierowy
- tryb EZD – tryb w którym dokumenty papierowe i elektroniczne trafiające do systemu EZD pracującego w trybie EZD konwertowane są do formy elektronicznej i zapisywane w składach chronologicznych i dalej procedowane tylko w trybie elektronicznym.

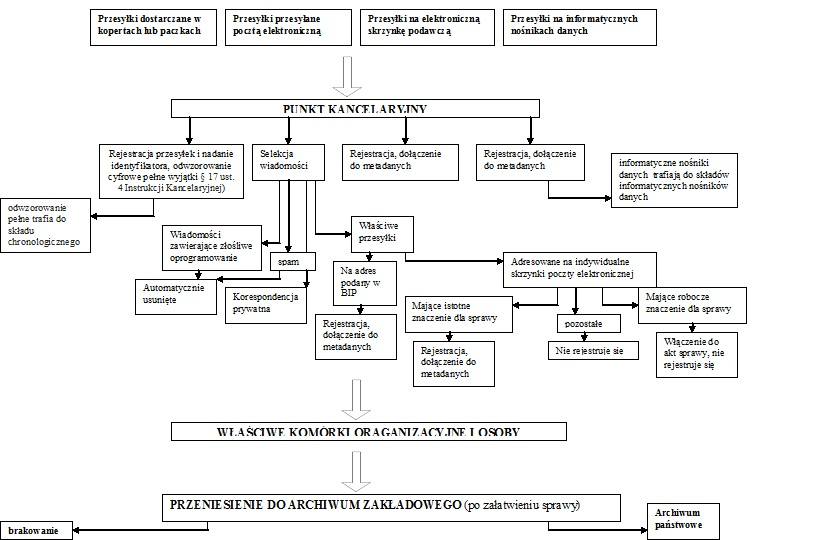
Diagram obrazujący obieg przesyłek w systemie EZD

## Decyzja w sprawie wyboru systemu EZD
Z uwagi na te dwa tryby zdefiniowane w przepisach, kierownik urzędu może wybrać w jakim trybie będzie pracował. Domyślnie rozpoczyna się prace w systemie tradycyjnym, a następnie poszczególne sygnatury lub całe klasy JRWA przenosi się do trybu EZD.
Start urzędu w trybie EZD musi być decyzją przemyślaną, gdyż ustawodawca nie dopuszcza po wprowadzeniu trybu EZD powrotu do trybu wspomagającego. Decyzja o wyborze systemu należy do kierownika podmiotu, przy czym należy pamiętać że w Polsce nie ma przymusu ustawowego do stosowania systemów rządowych.
Dokonując wyboru systemu EZD, kierownik urzędu winien kierować się przede wszystkim funkcjonalnościami systemu, a nie jego pozorną „darmowością” lub niskimi kosztami utrzymania. Minister Cyfryzacji zapowiedział w Strategii Informatyzacji Państwa proces homologacji systemów klasy EZD.
Obecnie instytucje, które są zobligowane do wdrożenia systemu EZD mogą wdrożyć dowolny system klasy EZD, na rynku znajduje się wielu dostawców systemów w tym dwa „darmowe” systemy EZD. PUW, który został opracowany przez Podlaski Urząd Wojewódzki w 2011 roku. Aby jednak z tego systemu mogło skorzystać więcej jednostek administracyjnych, Kancelaria Prezesa Rady Ministrów wraz z Ministrem cyfryzacji opracowała bardziej funkcjonalny system zarządzania dokumentami – EZD RP, który ma zastąpić EZD PUW od 2023 roku.
W Polce nie ma „przymusu” stosowania wyłącznie „darmowych” rozwiązań rządowych. Od ponad dwudziestu lat funkcjonuje ponad 15 firm świadczących usługi z zakresu wdrażania i dostawy autorskich systemów klasy EZD. Te firmy z powodzeniem obsługują znaczną część urzędów administracji publicznej w Polsce. Zaletą rozwiązań komercyjnych jest przede wszystkim większa kompleksowość produktu, dłuższy staż systemów na rynku i ich większe „wygrzanie”. Cechą, na którą trzeba zwrócić jednak przede wszystkim uwagę to integracje umożliwiające wdrażanie systemów klasy EZD z systemami dziedzinowymi.
Przepływ danych z systemu dziedzinowego do EZD i wypływ dokumentów tworzonych w systemie dziedzinowym przez EZD to kluczowa funkcjonalność, która w „darmowych” systemach rządowych praktycznie nie istnieje mimo udostępnienia przez nie API.

## Czynności kancelaryjne w systemie EZD
Nie wszystkie systemy teleinformatyczne można określać mianem Systemu EZD. Aby dany system można było uznać za EZD, wszystkie czynności kancelaryjne oraz ich dokumentowanie wykonuje się w ramach tego systemu. W szczególności dotyczy to:
1. prowadzenia rejestru przesyłek wpływających i wychodzących oraz spisów spraw;
2. wykonywania dekretacji;
3. wykonywania akceptacji, w szczególności przez podpisanie dokumentów elektronicznych odpowiednim podpisem elektronicznym, jeżeli odrębne przepisy określają jakiego rodzaju podpisu elektronicznego wymienionego w przepisach o podpisie elektronicznym wymaga się do podpisania danego pisma;
4. prowadzenia możliwych do zrealizowania w systemie EZD innych potrzebnych rejestrów lub ewidencji, z wyłączeniem rejestrów lub ewidencji prowadzonych w systemach informatycznych przeznaczonych do załatwiania określonych rodzajów spraw, innych niż EZD;
5. gromadzenia przyporządkowanych do właściwych spraw wszelkich dokumentów elektronicznych mających znaczenie dla udokumentowania przebiegu załatwiania i rozstrzygania tych spraw[5].